# Городищенська сільська рада (Ковельський район)
Городи́щенська сільська́ ра́да — колишня адміністративно-територіальна одиниця та орган місцевого самоврядування в Ковельському районі Волинської області. Адміністративний центр — село Городище.
Припинила існування 27 грудня 2016 року через об'єднання в Дубівську сільську територіальну громаду Волинської області. Натомість утворено Городищенський старостинський округ при Дубівській сільській територіальній громаді.

## Географія
Сільська рада знаходиться в західній частині району. Територія ради граничить на півночі — зі Старовижівським районом. Зі східного боку межує з Облапською, з південно-східного — з Дубівською, з південного — з Мощенською та із західного — з Старокошарівською сільськими радами.
Уся площа ради належить до басейну річечки Рудка, що протікає поміж селами Красноволя та Городище. Рудка є лівою притокою Турії, яка в свою чергу впадає до Прип'яті. 
З південно-східного боку від сіл Городище та Гредьки проходить залізнична гілка Ковель—Заболоття. Найближча зупинка — станція Мощена, за 2 км на схід від села Красноволя. 

## Населені пункти
Сільській раді були підпорядковані населені пункти:
- с. Городище
- с. Гредьки
- с. Красноволя

## Населення
Населення сільської ради згідно з переписом населення 2001 року становить 445 осіб.
| Населенні пункти  | 2001 рік | 1987 рік |
| ----------------- | -------- | -------- |
| Городище          | 210      | 210      |
| Гредьки           | 122      | 160      |
| Красноволя        | 113      | 150      |
| Сукупне населення | 445      | 520      |

### Мова
Розподіл населення за рідною мовою за даними перепису 2001 року:
| Мова       | Відсоток |
| ---------- | -------- |
| українська | 99,33 %  |
| російська  | 0,45 %   |
| білоруська | 0,22 %   |

## Склад ради
Рада складалась з 12 депутатів та голови.
- Голова ради: Олексюк Петро Костянтинович
- Секретар ради: Усік Таїсія Олександрівна

### Керівний склад попередніх скликань
| Прізвище, ім'я, по батькові | Основні відомості                                               | Дата обрання | Дата звільнення |
| --------------------------- | --------------------------------------------------------------- | ------------ | --------------- |
| Фалюш Сергій Єгорович       | Сільський голова, 1959 року народження, член Народної партії    | 26.03.2006   | 31.10.2010      |
| Олексюк Петро Костянтинович | Сільський голова, 1970 року народження, освіта незакінчена вища | 31.10.2010   |                 |

Примітка: таблиця складена за даними сайту Верховної Ради України

### Депутати
За результатами місцевих виборів 2010 року депутатами ради стали:

#### За суб'єктами висування
| Суб'єкт висування                 | Кількість обраних депутатів | %    |
| --------------------------------- | --------------------------- | ---- |
| Самовисування                     | 10                          | 83,3 |
| Політична партія «Сильна Україна» | 2                           | 16,7 |

#### За округами
| № округу                          | Прізвище, ім'я, по батькові | Дата визнання обраним | Освіта             | Партійна приналежність                        | Відомості про обраного депутата                                             |
| --------------------------------- | --------------------------- | --------------------- | ------------------ | --------------------------------------------- | --------------------------------------------------------------------------- |
| Політична партія «Сильна Україна» |                             |                       |                    |                                               |                                                                             |
| 4                                 | Шворак Галина Адамівна      | 01.11.2010            | вища               | позапартійна                                  | тимчасово не працює                                                         |
| 8                                 | Борисюк Лілія Вікторівна    | 01.11.2010            | вища               | позапартійна                                  | тимчасово не працює                                                         |
| Самовисування                     |                             |                       |                    |                                               |                                                                             |
| 1                                 | Мазеін Надія Володимирівна  | 01.11.2010            | вища               | позапартійна                                  | Городищенська сільська рада, спеціаліст землевпорядник                      |
| 2                                 | Федорук Ніна Казимирівна    | 01.11.2010            | середня            | позапартійна                                  | Городищенська сільська рада, секретар                                       |
| 3                                 | Жук Олена Віталіївна        | 01.11.2010            | вища               | позапартійна                                  | Городищенський фельдшерсько-акушерський пункт, завідувачка медпункту        |
| 5                                 | Олексюк Наталія Іванівна    | 07.04.2013            | середня спеціальна | позапартійна                                  | бібліотека, завідувачка                                                     |
| 6                                 | Андрусик Євгенія Василівна  | 01.11.2010            | вища               | позапартійна                                  | Городищенський клуб, завідувачка клубу                                      |
| 7                                 | Скоклюк Світлана Михайлівна | 01.11.2010            | середня            | позапартійна                                  | Територіальний центр Ковельської РДА, соціальний працівник                  |
| 9                                 | Вижовець Наталія Миколаївна | 01.11.2010            | середня            | член Всеукраїнського об'єднання «Батьківщина» | тимчасово не працює                                                         |
| 10                                | Бруча Наталія Валеріївна    | 01.11.2010            | вища               | позапартійна                                  | фельдшерсько-акушерський пункт с. Красна воля, завідувачка медпункту        |
| 11                                | Олексюк Тарас Анатолійович  | 01.11.2010            | середня            | позапартійний                                 | АТ «КОМО», водій                                                            |
| 12                                | Усік Таїса Олександрівна    | 01.11.2010            | вища               | позапартійна                                  | Старокошарівська дільнична лікарня ветеринарної медицини, лікар-епізоотолог |